# Луцій Абурній Валент
Луцій Фульвій Абурній Валент (*Lucius Fulvius Aburnius Valens, д/н —прибл. 140) — державний діяч та правник часів Римської імперії.

## Життєпис
Походив з роду Абурніїв. Син Гая Абурнія Валента, консула-суфекта 109 року, та Фульвії. на честь своїй матері додав до свого прізвища також й її прізвище. Про життя Валента відомо замало. Навчався праву у відомого правника Луція Яволена Пріска. Згодом зробив гарну кар'єру завдяки дружбі з імператором Адріаном.
У 118 році призначається префектом Риму. Тоді ж стає членом імператорської ради, а потім входить до колегії понтифіків. Приблизно у 120 році, після смерті Яволена Пріска, очолює Сабініанську школу права. Користувався шаною Адріана, а також його наступника Антоніна Пія. Помер ймовірно на початку правління останнього.

## Правництво
З праць Валента відомо замало. Лише зннано про роботу «Libri epistularum» щодо правничої практики (14 книг) та праці стосовно фідеїкоміса (7 книг).